# Robert Vilella i Llort
Robert Vilella i Llort (Barcelona, 2 de març de 1942) és un antic jugador d'hoquei sobre patins català de la dècada de 1960.

## Trajectòria
Es va formar al club Claret, essent fitxat posteriorment pel FC Barcelona. A continuació jugà pel CT Barcino, el Cerdanyola CH i el CP Voltregà, club on visqué una etapa brillant en la qual arribà a guanyar la Copa d'Europa, al costat d'homes com Antoni Parella, Josep Barguñó, Humbert Ferrer II i Josep Maria Salarich. L'any 1967 fitxà pel RCD Espanyol, on jugà dues temporades, i acabà la seva carrera al Cerdanyola CH. Amb la selecció espanyola fou dos cops campió del Món, els anys 1964 i 1966.

## Palmarès
CP Voltregà
- Campionat de Catalunya:
  - 1965
- Lliga Nacional:
  - 1964-65
- Campionat d'Espanya:
  - 1965
- Copa d'Europa:
  - 1965-66

RCD Espanyol
- Campionat de Catalunya:
  - 1969

Espanya
- Campionat del Món:
  - 1964, 1966
- Copa de les Nacions:
  - 1967
- Copa Llatina:
  - 1963